# Expeditionary Air Staff
Expeditionary Air Staff (EAS) er en enhed i Flyvevåbnets, som har til formål at styre, uddanne og træne luftstyrker i fred, krise og krig. 
EAS har nogenlunde de samme funktioner som Søværnets Taktiske Stab har for maritime styrker.